# フィッシュ・オン・イワテ
『フィッシュ・オン・イワテ』は、IBC岩手放送のラジオ番組。IBCのタイムテーブルやウェブサイト等では、中黒を用いない『フィッシュオンイワテ』の表記も見られる。

## 概要
釣り好きとして知られるIBCアナウンサー加藤久智が、岩手県内外のフィッシングスポットを取材するほか、リスナーから寄せられた釣果報告なども紹介する。
さらに、毎年盛岡競馬場で開催されるIBCまつりの会場では、加藤とIBCラジオカー684レポートドライバーによる釣り大会等も開催するほか、岩手県内各所へのフィッシングツアー等も実施していた。
また、番組の最後にはスポンサー提供の釣り具（末期はボールペンなど、IBCのオリジナルグッズ）等が抽選で当たるプレゼントコーナーもあった。
番組冒頭の自己紹介時と最後には、加藤が独特のイントネーションで「あし、たは、つるぞぉー（明日は釣るぞ）」という決め言葉を発するのが通例となっていた。

## 備考
- 2011年3月12日と同月19日は、東日本大震災関連特別番組放送のため、放送を休止した。